# ジョージア空軍

ジョージア空軍旗

ジョージア空軍（ジョージア語: საქართველოს სამხედრო-საჰაერო ძალები）は、ジョージアの空軍組織。Mi-8などのヘリコプターの他、Su-25各型を保有する。また、輸送機のAn-2や練習機兼攻撃機のL-29も保有している。また、防空ミサイル部隊も空軍の管轄である。

## 沿革
ジョージアに航空部隊の設立が宣言されたのは1992年1月1日のことである。このときの部隊は航空部隊と防空部隊から構成されていた。1995年頃には人員が1,000名程度まで拡大され、1998年に部隊の再編成により空軍が設立された。旧ソ連時代よりSu-25がトビリシで生産されていたこともあり、それを主力機として運用していた。
2010年の組織再編で、陸軍に編入されたが、2016年に空軍として独立した。

## 組織

ジョージア空軍の国籍マーク

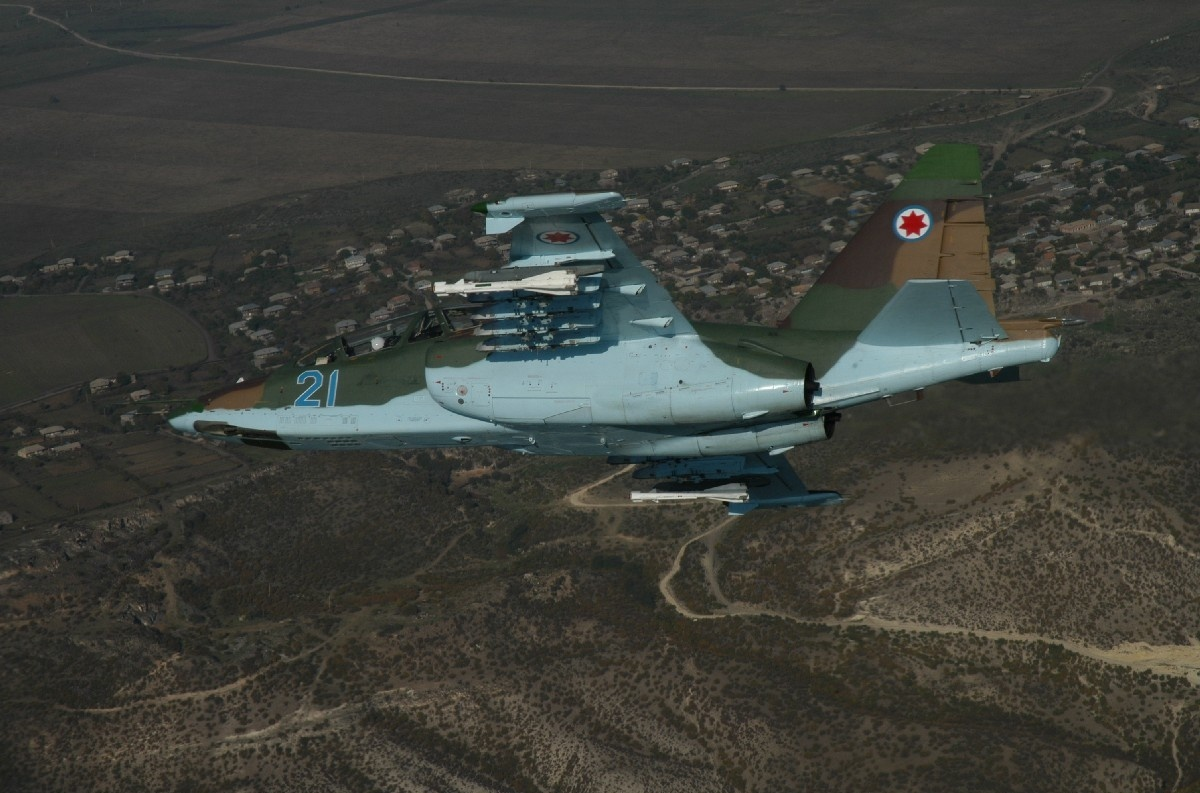
ジョージア空軍所属のSu-25

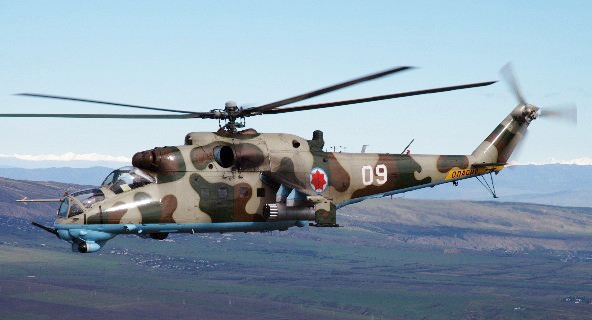
ジョージア空軍所属のMi-24ハインド

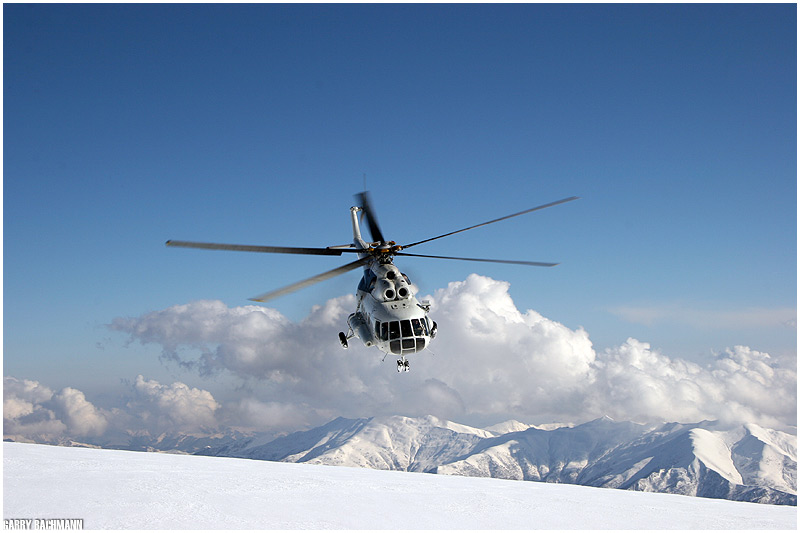
ジョージア空軍所属のMi-8ヒップ

空軍司令部
- 主指揮センター
- 中央指揮所
- 地域司令センター
- 航空隊基地
- ヘリ航空群
- 独立ヘリ群（Mi-8、Mi-14）
- 独立ヘリ飛行隊（Mi-24）
- 独立ヘリ飛行隊（UH-1H）
- 部隊防護・支援中隊
- 運用支援中隊
- 防空第1基地
- 防空第2基地
- 航空弾薬基地
- 航空技術基地
- 空軍訓練センター
- 航空医学研究所

## 航空機
戦闘機は有しておらず、Mi-8等のヘリコプターの他、Su-25各型を保有している。その他には、輸送機兼連絡機のAn-2や練習機兼攻撃機のL-29を保有。また、防空ミサイル部隊も空軍の管轄にある。

### 攻撃機
- Su-25 - 9機

### 軽攻撃機・練習機
- L-39 - 6機

### 無人偵察機
- ヘルメス 450 - 不明

### 連絡機
- An-2 - 5機

### 回転翼機
- Mi-24 - 8機
- Mi-2攻撃型 - 7機
- UH-1H - 8機
- Mi-8 - 18機
- Mi-14 - 2機

### 防空火器・ミサイル
- ZSU-23-4
- AZP S-60 57mm
- 9K33
- 9K32
- 9K38 Igla
- SPYDER
- グロム